# Parya jezik
Parya jezik (ISO 639-3: paq; afghana-yi nasfurush, afghana-yi siyarui, laghmani, pbharya), indoeuropski jezik centralne indoarijske skupine kojim govori oko 3 000 ljudi u Tadžikistanu i svega oko 250 u Afganistanu (2008.; 1 300, 2000.), iz kojega su iz provincije Laghman u Tadžikistan došli 1880. 
Sami sebe nazivaju imenom Čanggari (Changgar). Uzbeci i Tadžici koji se žene za Parya-žene uče parya jezik i asimiliraju se u Čanggare. U upotrebi je i tadžički [tgk].

## Vanjske poveznice
- Ethnologue (14th)
- Ethnologue (15th)